# Lieja-Bastoña-Lieja 1970
La Lieja-Bastogne-Lieja 1970 fue la 56.ª edición de la clásica ciclista Lieja-Bastoña-Lieja. La carrera se disputó el domingo 17 de abril de 1970, sobre un recorrido de 235 km. 
El vencedor final fue el belga Roger De Vlaeminck (Flandria-Mars) consiguió el triunfo en esta carrera imponiéndose con una pequeña ventaja sobre sus compatriotas Frans Verbeeck (Geens-Watney-Diamant) y Eddy Merckx (Faema-Faemino), segundo y tercero respectivamente. 

## Clasificación final
| Posición | Ciclista            | Equipo                   | Tiempo   |
| -------- | ------------------- | ------------------------ | -------- |
| 1        | Roger De Vlaeminck  | Flandria-Mars            | 7h02'00" |
| 2        | Frans Verbeeck      | Geens-Watney-Diamant     | a 12"    |
| 3        | Eddy Merckx         | Faema-Faemino            | s.t.     |
| 4        | Eric De Vlaeminck   | Flandria-Mars            | s.t.     |
| 5        | Georges Pintens     | Dr. Mann-Grundig         | s.t.     |
| 6        | Herman Van Springel | Dr. Mann-Grundig         | s.t.     |
| 7        | Willy In't Ven      | Dr. Mann-Grundig         | a 4'10"  |
| 8        | Raymond Poulidor    | Fagor-Mercier-Hutchinson | s.t.     |
| 9        | Italo Zilioli       | Faema-Faemino            | s.t.     |
| 10       | Lucien Van Impe     | Sonolor-Lejeune          | s.t.     |